# Eciton
Genre
Les fourmis légionnaires (Eciton) sont un genre de fourmis américaines qui forment des colonies nomades de 150 000 à 700 000 individus. La reine peut pondre jusqu'à 50 000 œufs par jour, suivant la période. Les ouvrières mesurent entre 0,5 cm et 1,5 cm, et les soldates peuvent atteindre 2,5 cm.
Les Légionnaires n'ont pas de nids permanent et se propagent suivant deux phases : une phase nomade et une phase sédentaire.
- Phase nomade : l'ensemble de la colonie se déplace à la vitesse de 200 mètres par jour environ, transportant les milliers de larves et la reine impotente. Le déplacement peut former des colonnes de plusieurs centaines de mètres de long.
- Phase sédentaire : Les fourmis de la colonies se rassemblent pour constituer un nid temporaire appelé "bivouac", une structure défensive composée de leurs seuls corps entrelacés[3]. Protégée au centre de cette structure, la reine profite de ces pauses pour pondre ses œufs, et pendant ce temps, les larves de la génération précédente deviennent adultes.

## Liste d'espèces
Selon ITIS:
- Eciton burchellii (Westwood, 1842)
- Eciton drepanophorum Smith, 1858
- Eciton dulcium Forel, 1912
- Eciton hamatum (Fabricius, 1782)
- Eciton jansoni Forel, 1912
- Eciton lucanoides Emery, 1894
- Eciton mexicanum Roger, 1863
- Eciton quadriglume (Haliday, 1836)
- Eciton rapax Smith, 1855
- Eciton setigaster Borgmeier, 1953
- Eciton uncinatum Borgmeier, 1953
- Eciton vagans (Olivier, 1792)